# گروه ۲۰
گروه ۲۰ (G20)، یک سازمان بین‌دولتی متشکل از ۱۹ کشور به‌همراه اتحادیه اروپا (EU) و اتحادیه آفریقا (AU) است.  این گروه برای رسیدگی به مسائل عمده مرتبط با اقتصاد جهانی مانند ثبات مالی بین‌المللی، تغییرات اقلیمی و توسعه پایدار فعالیت می‌کند.

## سازماندهی
گروه ۲۰ دبیرخانه دائمی ندارد و هر ساله در ماه دسامبر، یکی از اعضای آن به صورت چرخشی ریاست آن را برعهده می‌گیرد. این کشور، مسئول سازماندهی و برگزاری نشست بعدی رهبران گروه ۲۰ خواهد بود. همچنین برگزاری نشست‌های متفرقه دیگر را نیز بر عهده آن است. اعضای گروه ۲۰ می‌توانند کشورهای غیر عضو را هم به نشست دعوت کنند، اسپانیا همیشه به نشست‌های گروه ۲۰ دعوت می‌شود.
اجلاس سال ۲۰۲۳ گروه بیست در دهلی‌نو، هند برگزار شد. برزیل رئیس کنونی این گروه و میزبان اجلاس سال ۲۰۲۴، گروه ۲۰ خواهد بود.

## شرکت‌کنندگان
نخستین نشست گروه ۲۰ در سال ۱۹۹۹ (میلادی) پس از بحران مالی ۱۹۹۷ آسیا در شهر برلین برگزار شد؛ زیرا این بحران، تأثیر چشمگیری بر بیشتر کشورهای جهان گذاشت. در نشست‌های آغازین گروه ۲۰ تنها، وزیران اقتصاد و روسای بانک‌های مرکزی شرکت می‌کردند. اما پس از بحران مالی ۲۰۰۸-۲۰۰۷ گروه ۲۰ نشستی اضطراری را با حضور روسای جمهور و نخست‌وزیران کشورهای عضو تشکیل داد که از هنگام، چنین است.

## رهبران

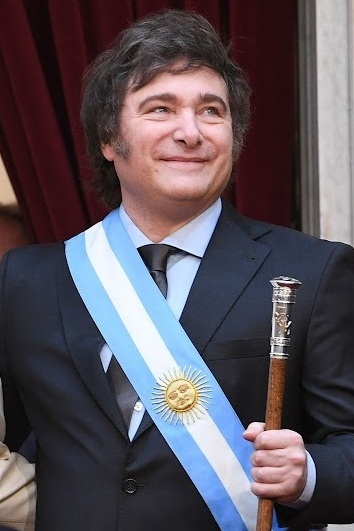
آرژانتین خاویر میلئی، رئیس‌جمهور
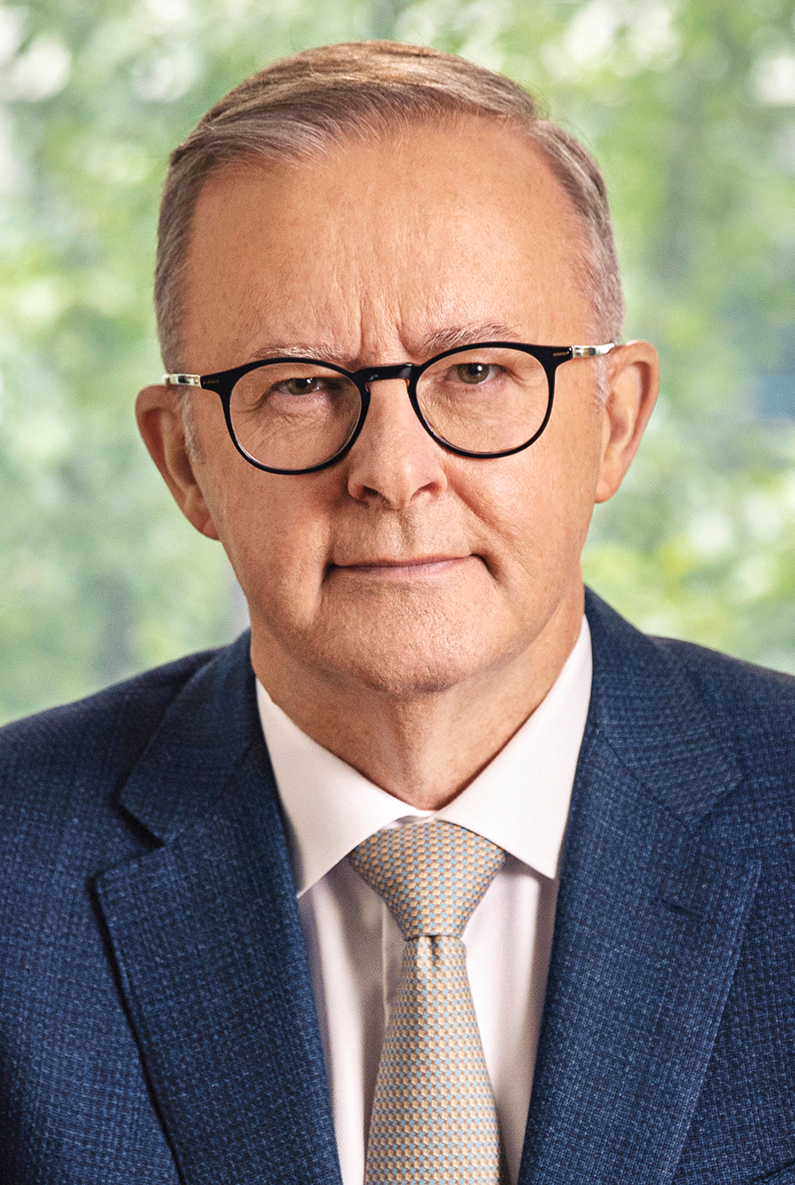
استرالیا آنتونی آلبانیزی، نخست‌وزیر
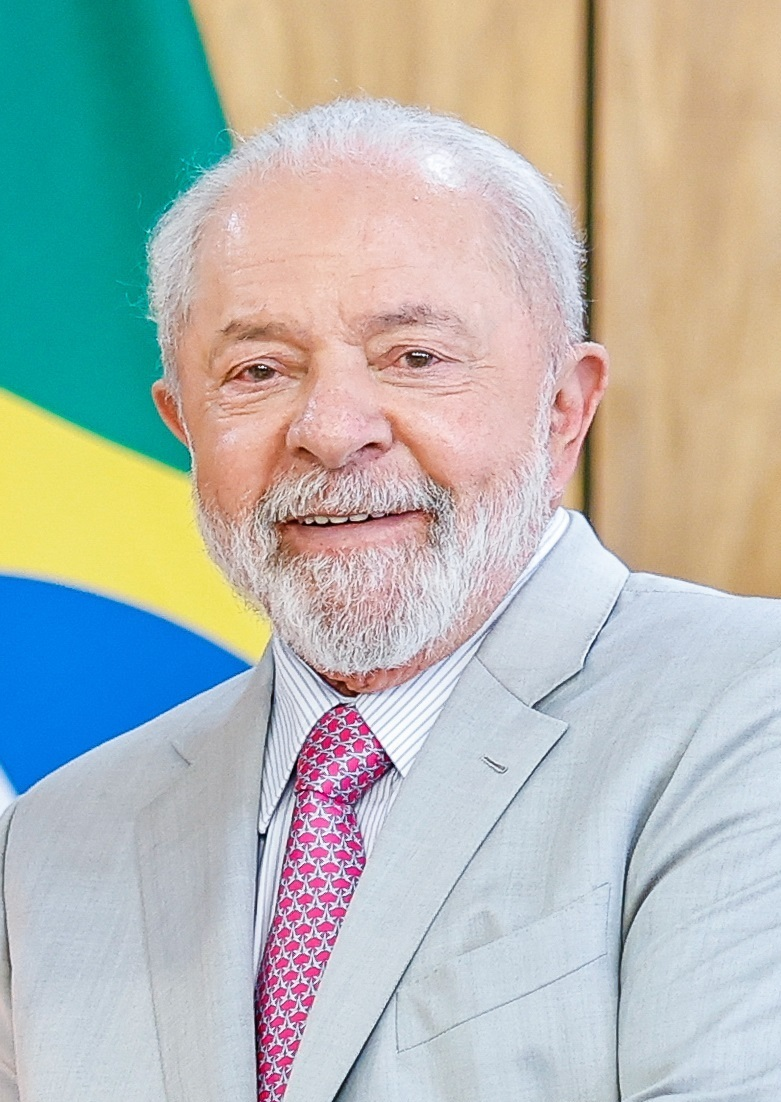
برزیل لولا دا سیلوا، رئیس‌جمهور
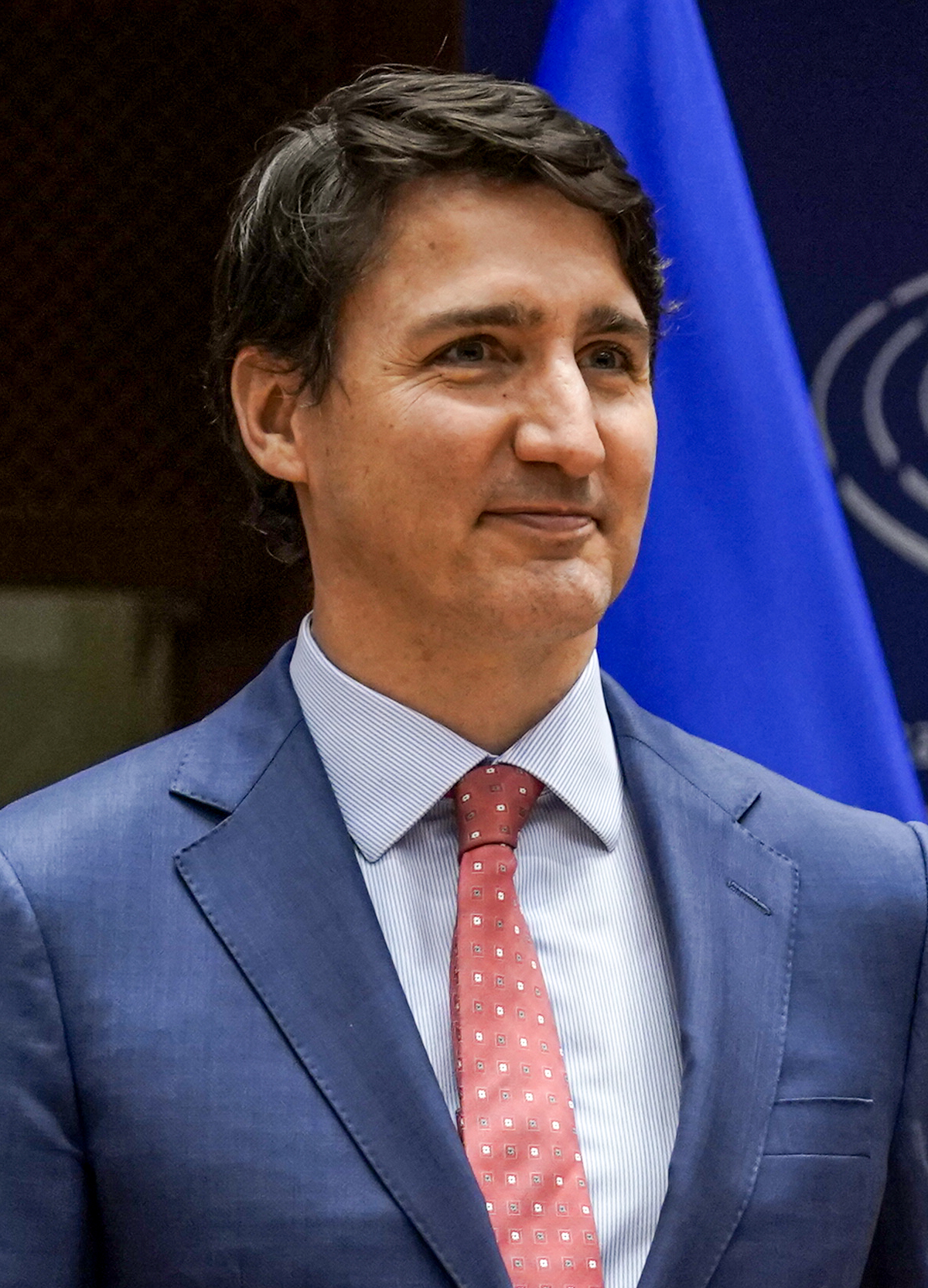
کانادا جاستین ترودو، نخست‌وزیر
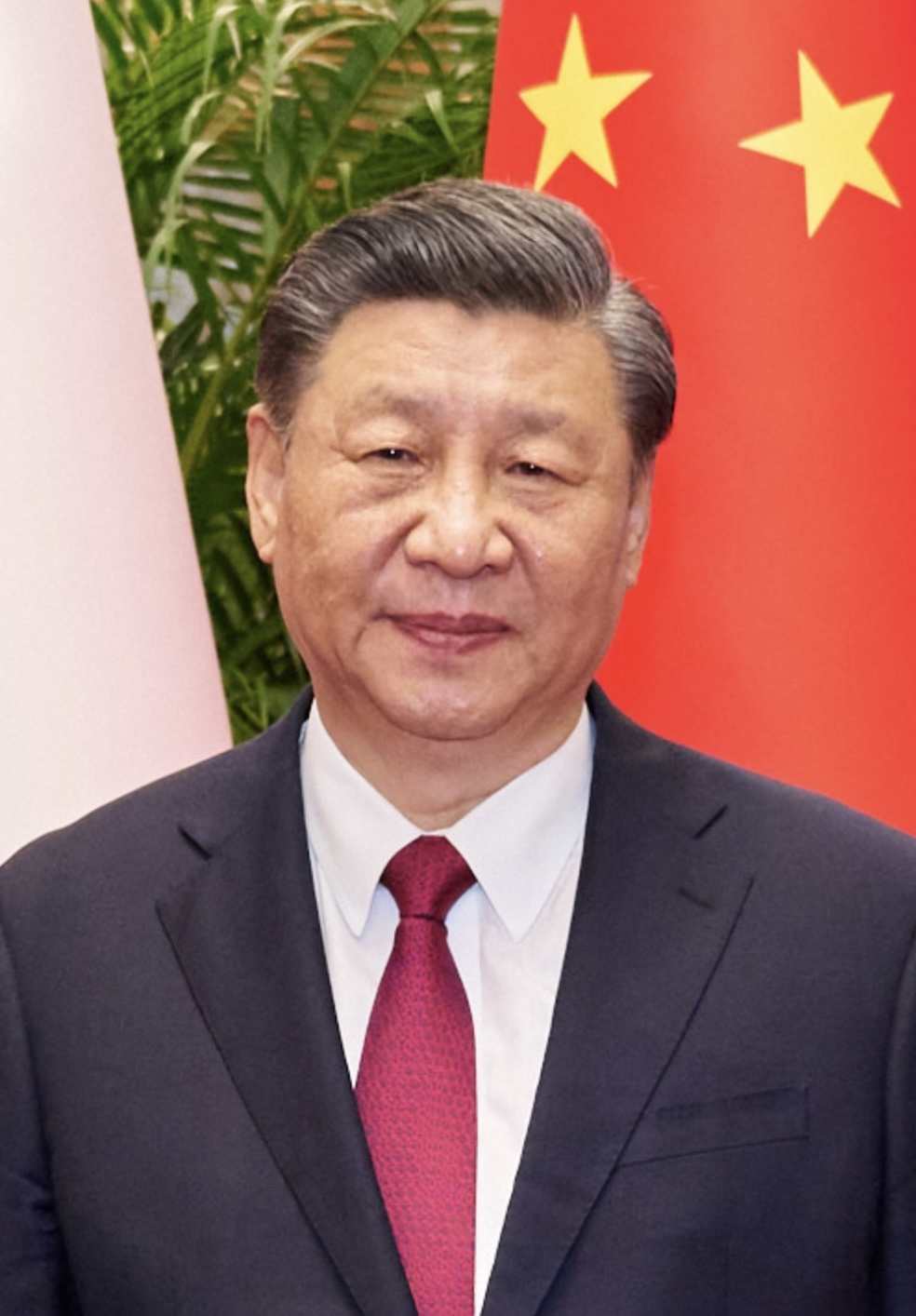
چین شی جین پینگ، رئیس‌جمهور
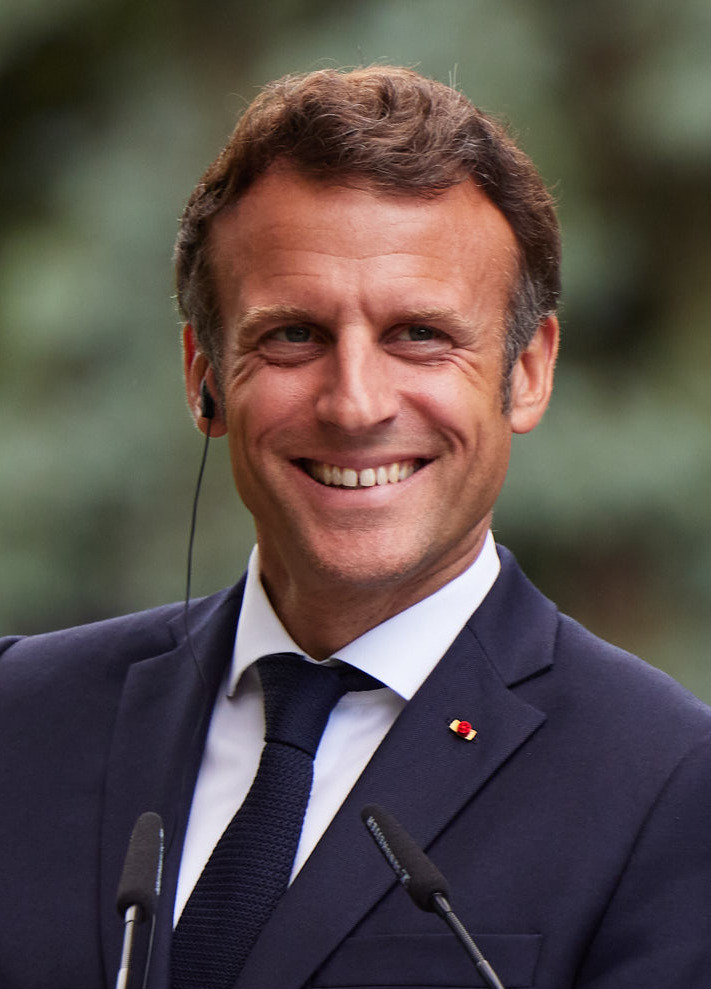
فرانسه امانوئل مکرون، رئیس‌جمهور
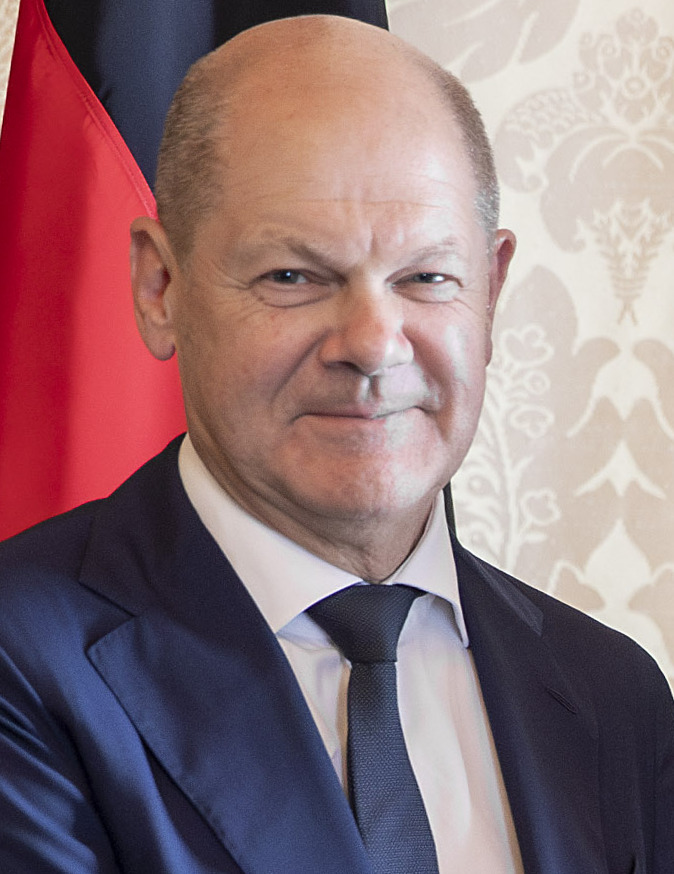
آلمان اولاف شولتس، صدراعظم
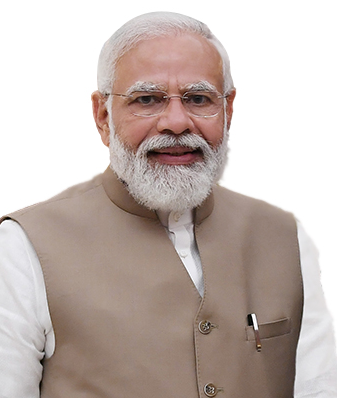
هند نارندرا مودی، نخست‌وزیر
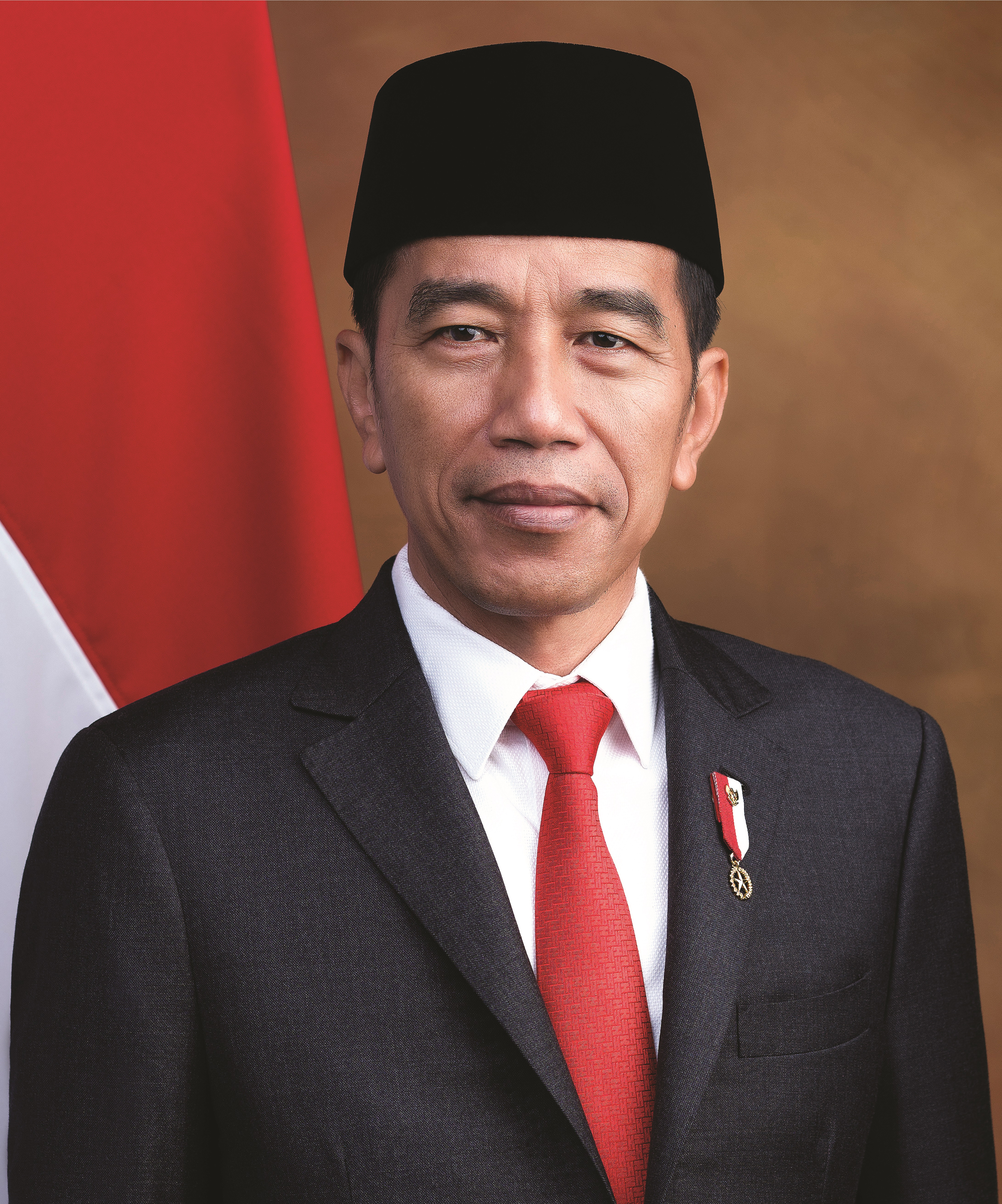
اندونزی جوکو ویدودو، رئیس‌جمهور
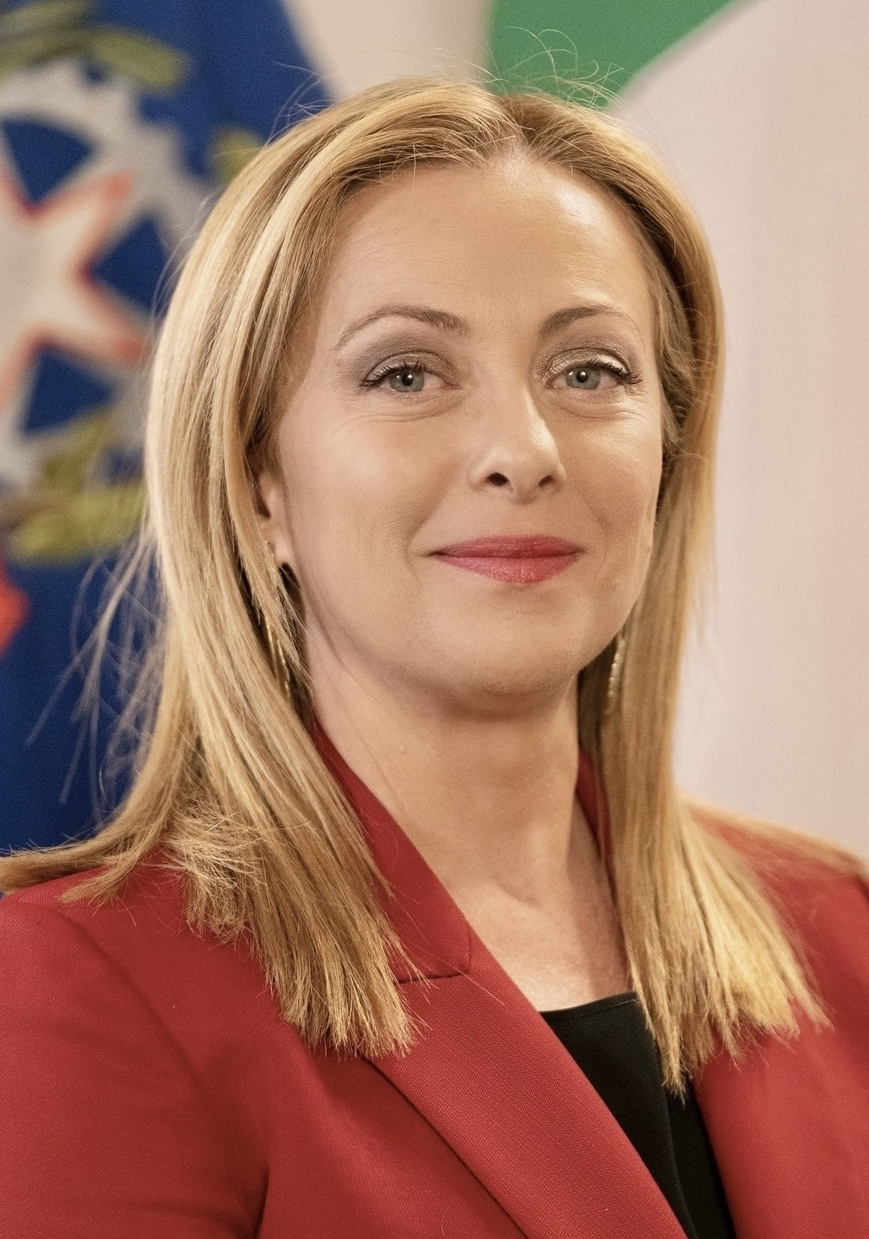
ایتالیا جورجا ملونی، نخست‌وزیر
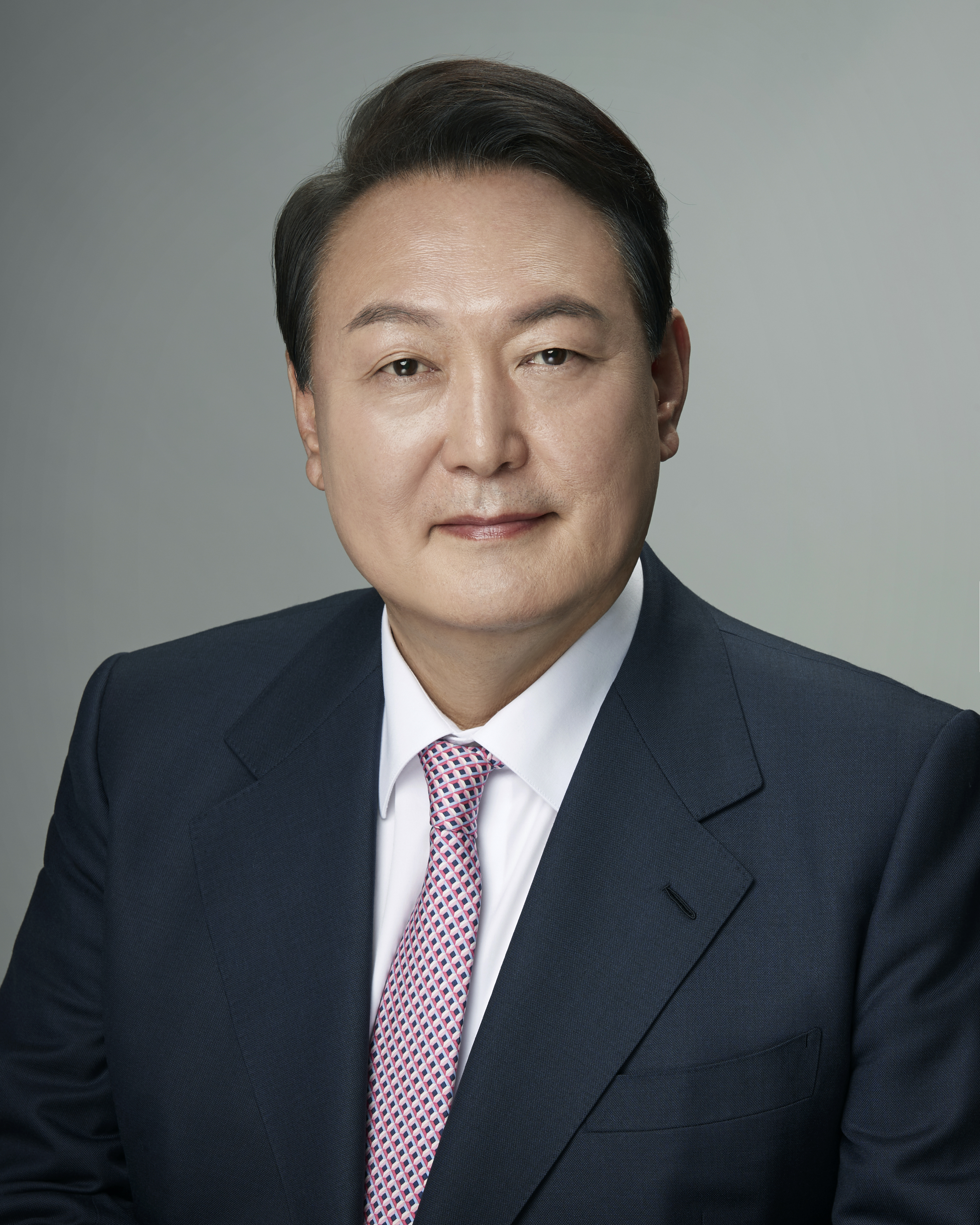
کره جنوبی یون سوک یول، رئیس‌جمهور
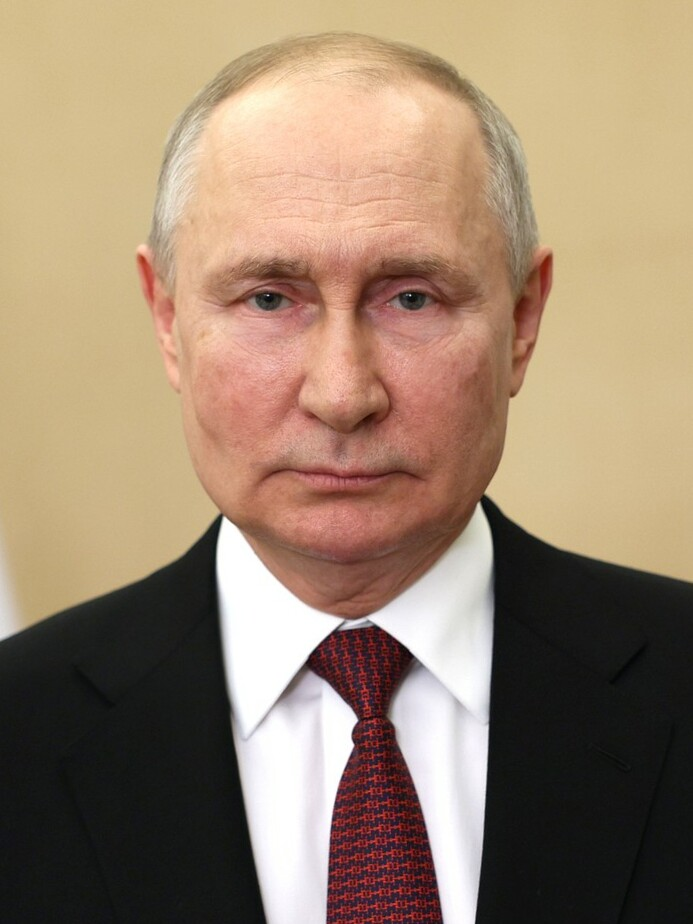
روسیه ولادیمیر پوتین، رئیس‌جمهور
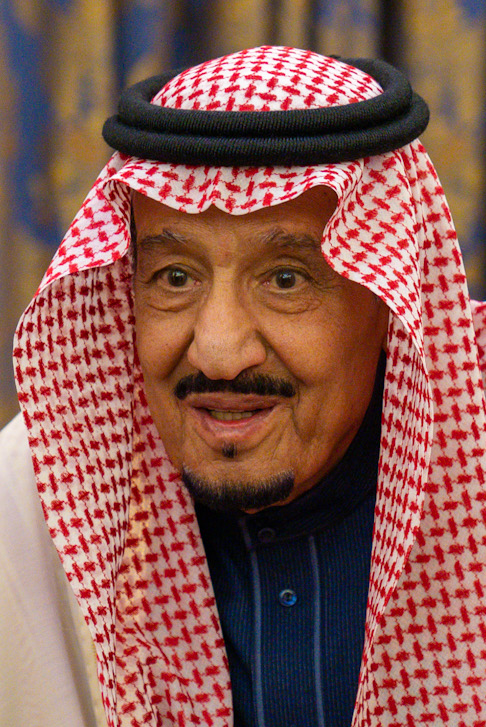
عربستان سعودی سلمان بن عبدالعزیز، پادشاه
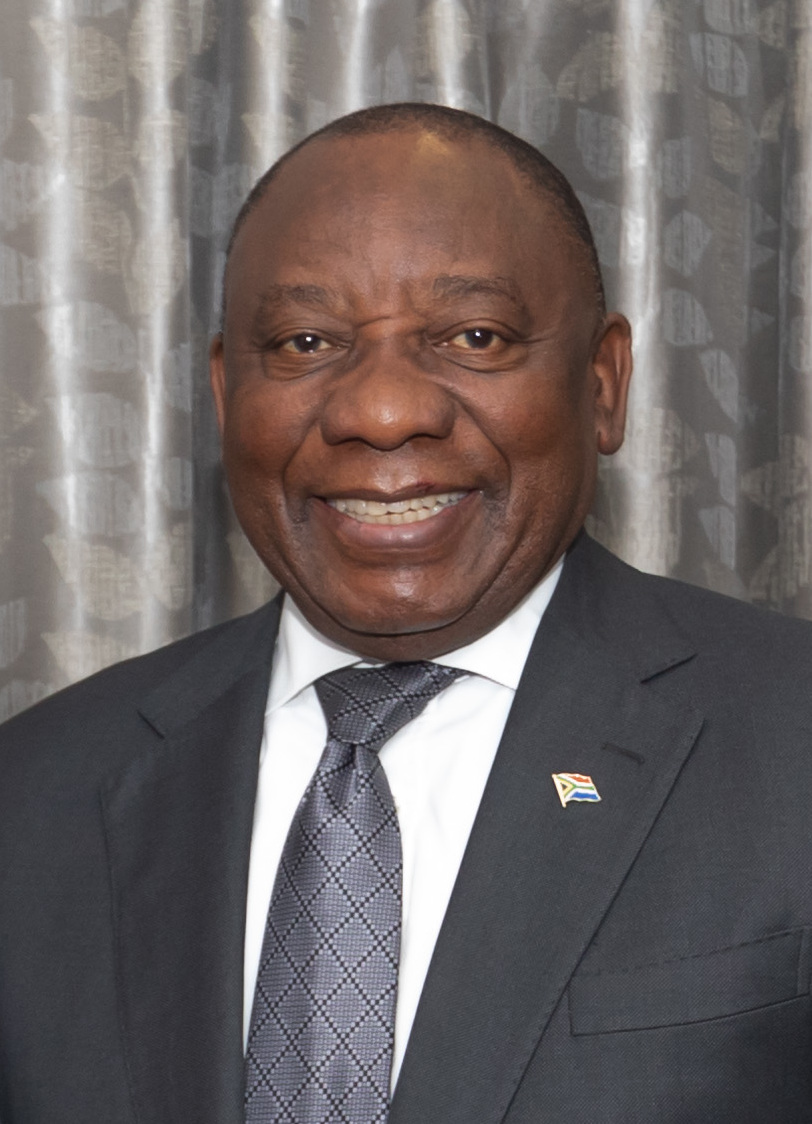
آفریقای جنوبی سیریل رامافوسا، رئیس‌جمهور
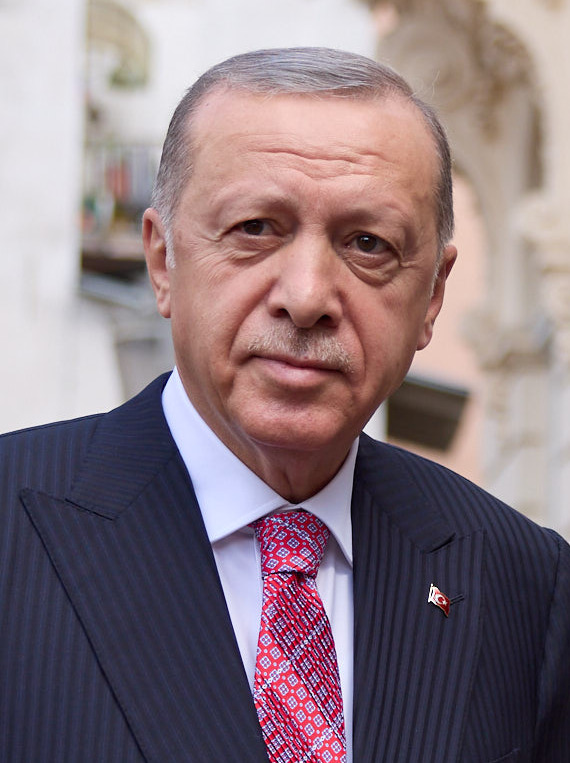
ترکیه رجب طیب اردوغان، رئیس‌جمهور
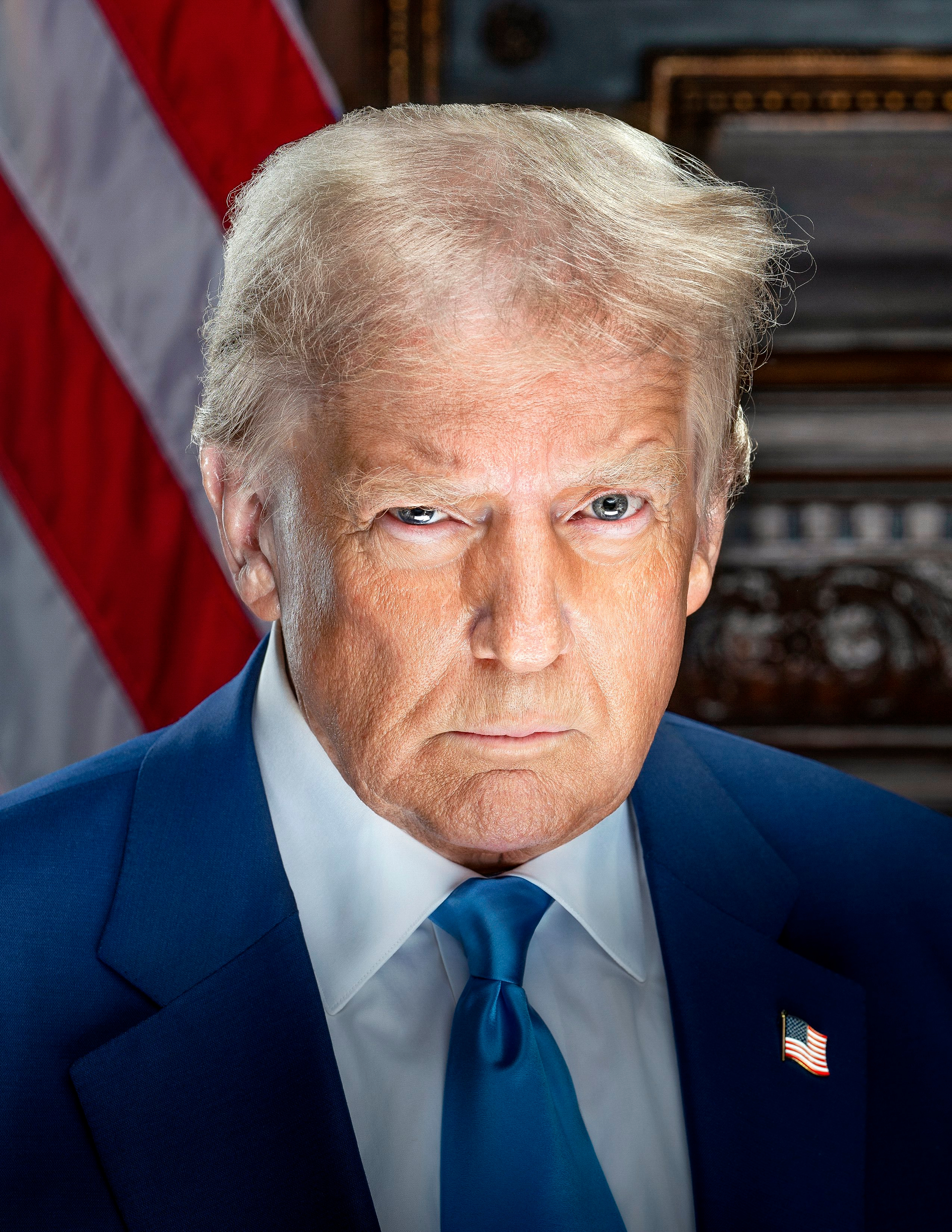
ایالات متحده آمریکا دونالد ترامپ، رئیس‌جمهور
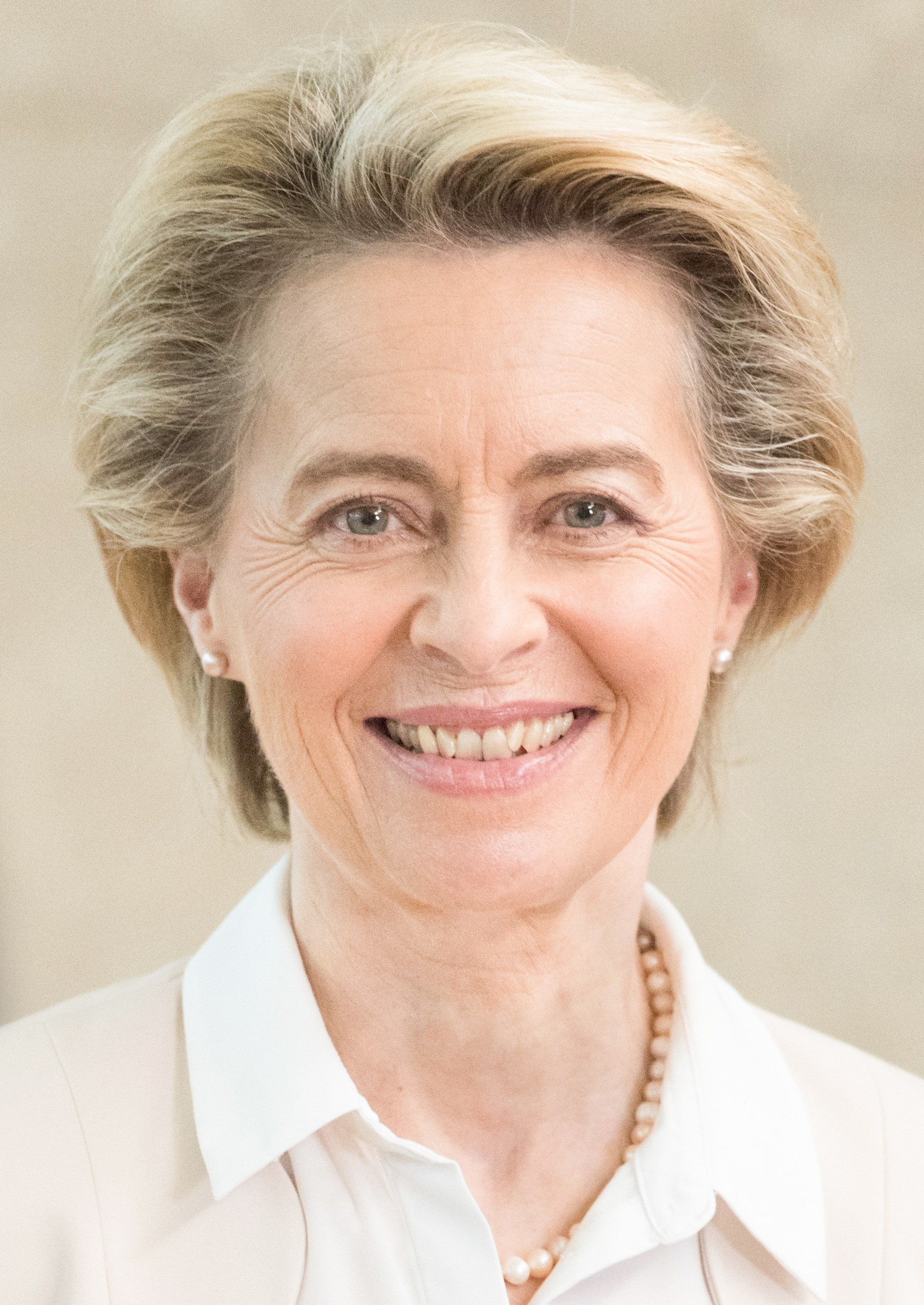
' اورسولا فون در لاین، رئیس کمیسیون اروپا
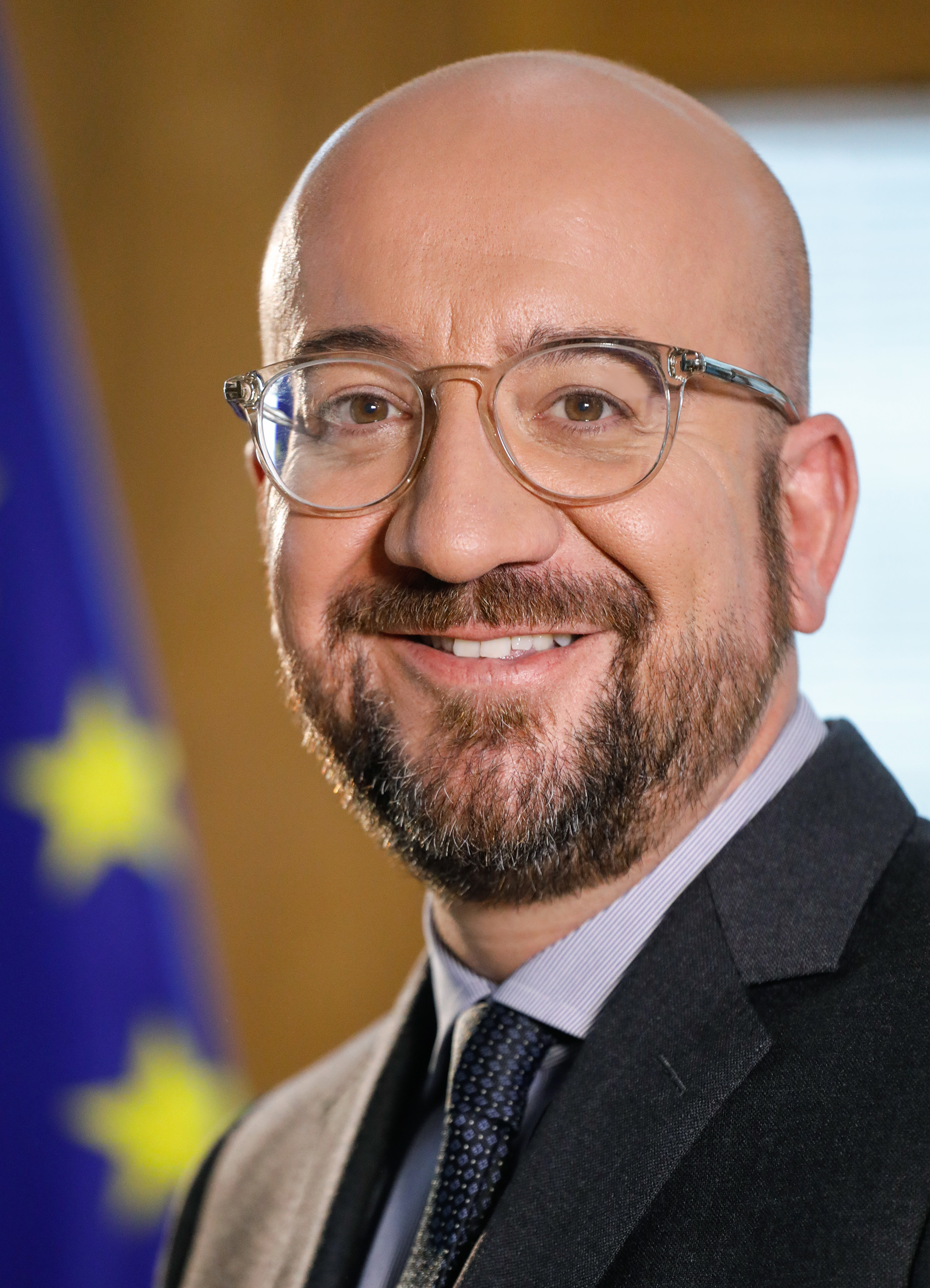
' شارل میشل، رئیس شورای اروپا
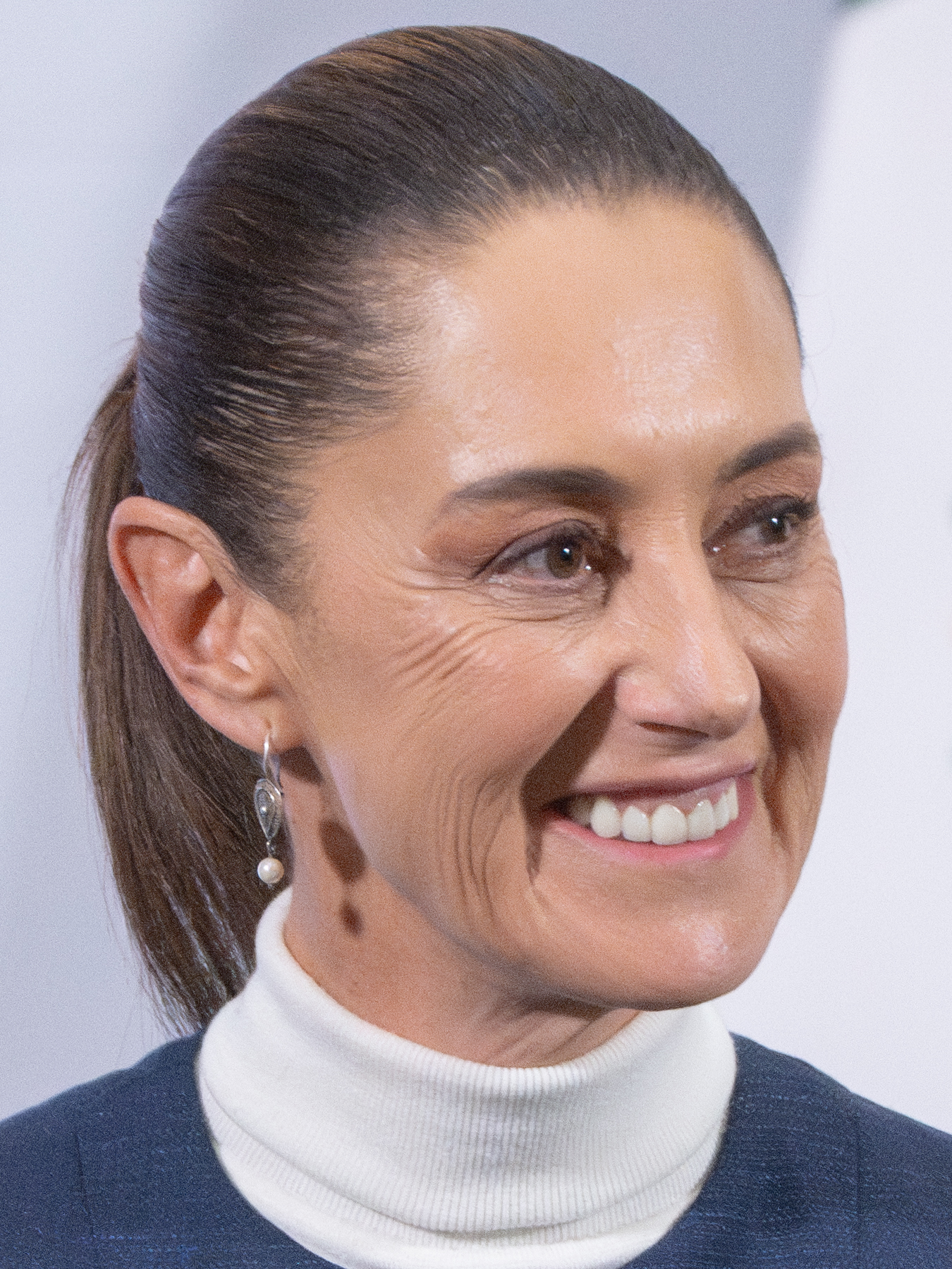
MEX کلودیا شینباوم، رئیس‌جمهور
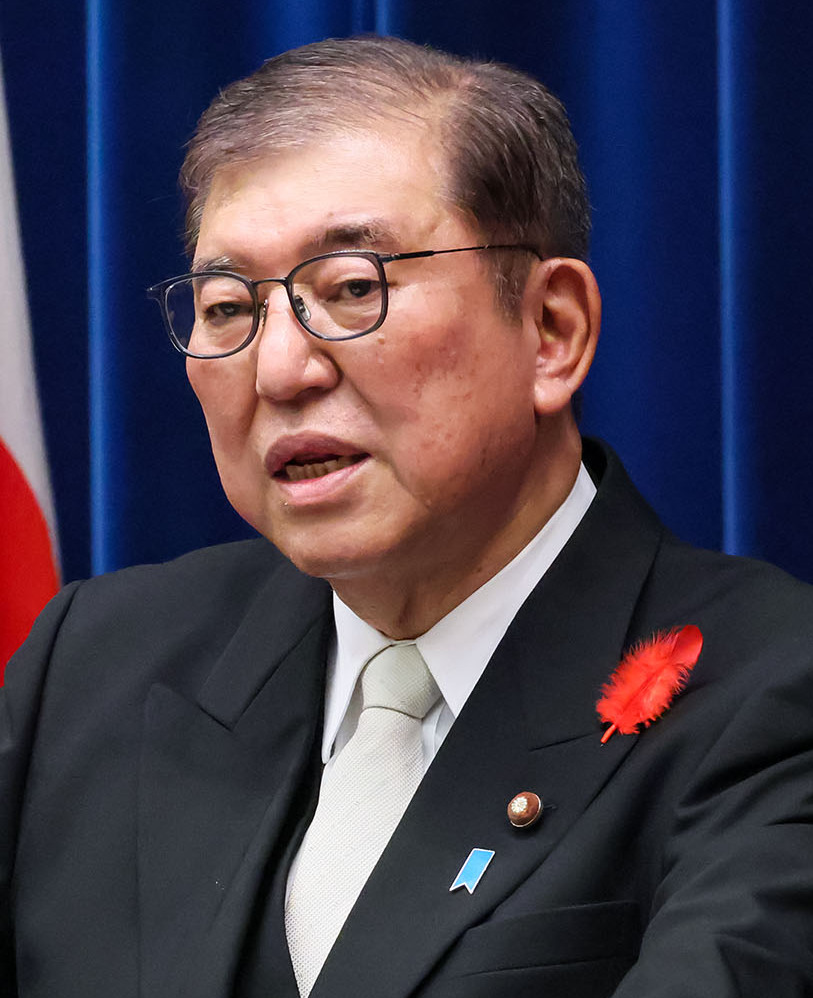
JPN شیگرو ایشیبا، نخست‌وزیر
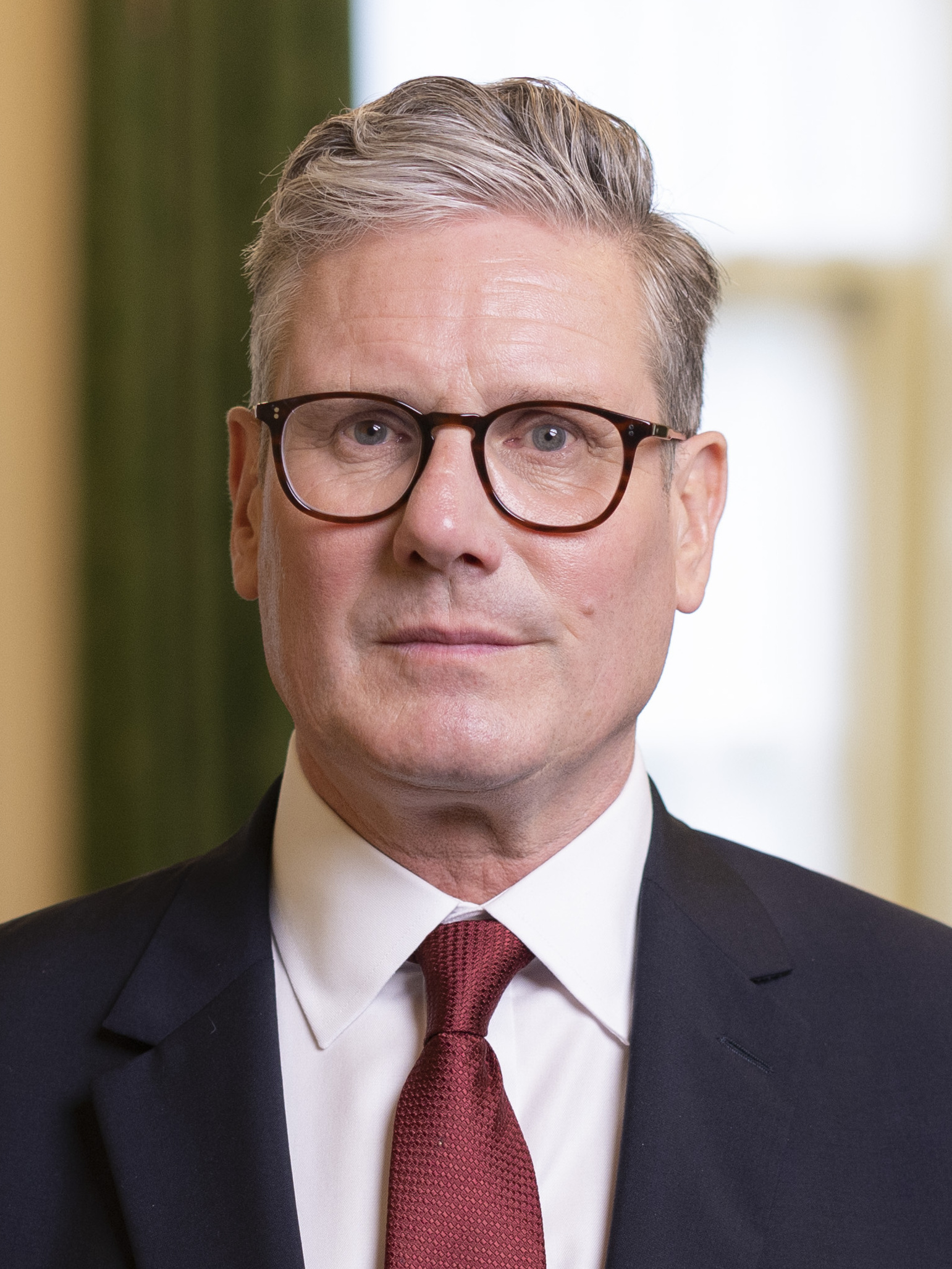
GBR کی‌یر استارمر، نخست‌وزیر
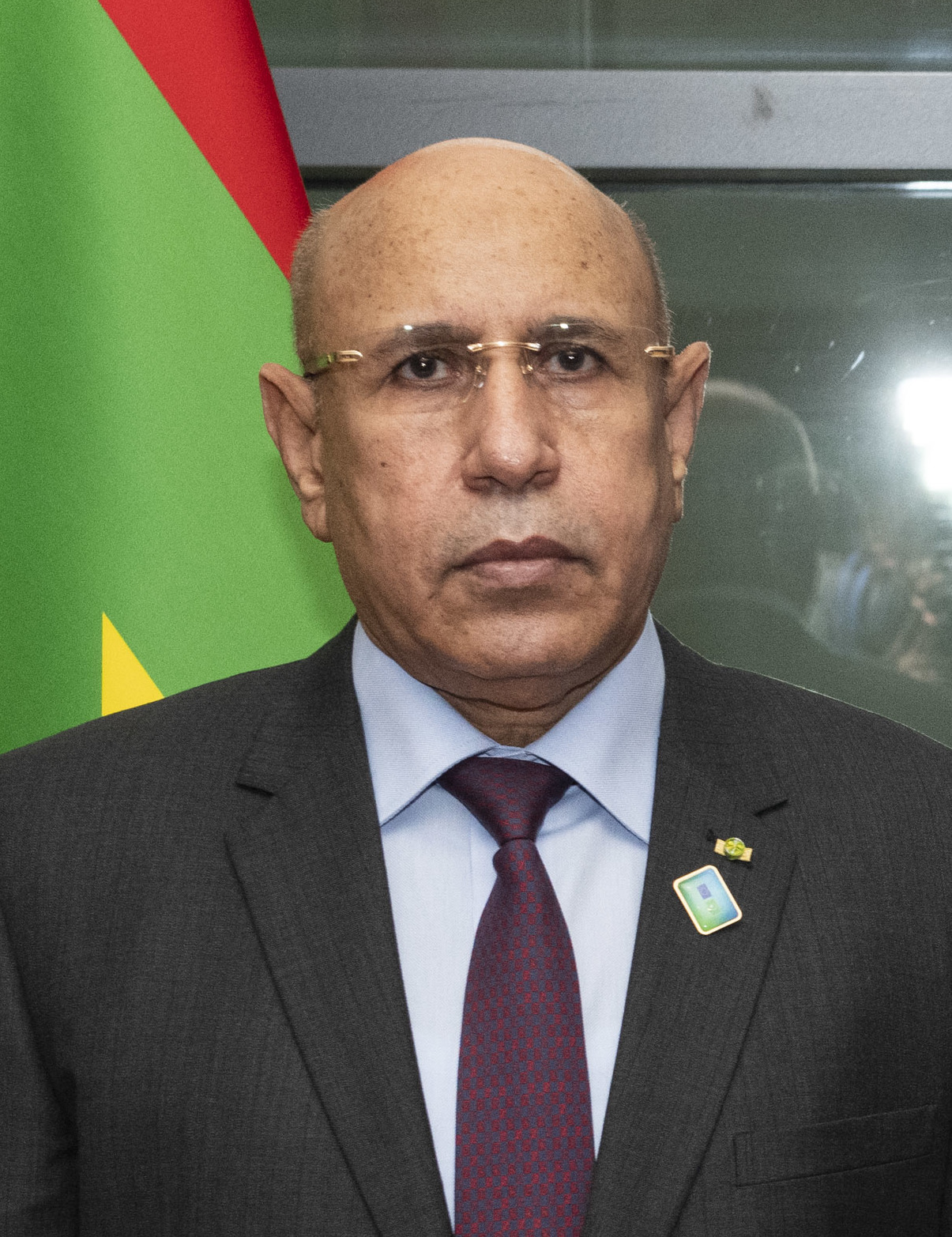
اتحادیه آفریقا محمد ولد غزوانی، رئیس اتحادیه آفریقا
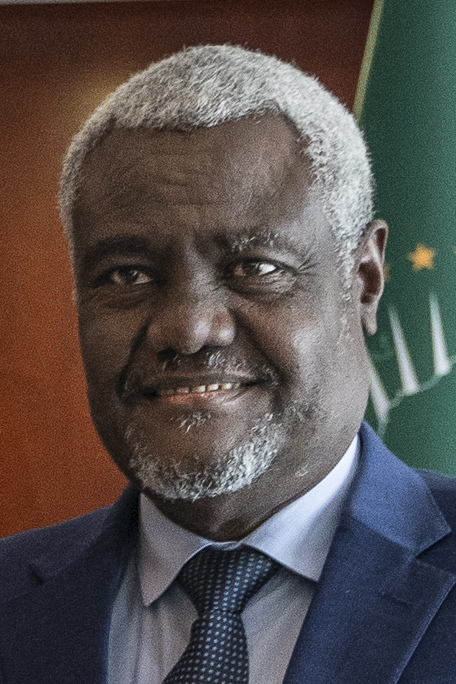
کمیسیون اتحادیه آفریقا موسی فکی، رئیس کمیسیون اتحادیه آفریقا

- اتحادیه اروپا

اورسولا فون در لاین، رئیس کمیسیون اروپا
- اتحادیه اروپا

شارل میشل، رئیس شورای اروپا
- مکزیک
کلودیا شینباوم، رئیس‌جمهور
- ژاپن
شیگرو ایشیبا، نخست‌وزیر
- بریتانیا
کی‌یر استارمر، نخست‌وزیر
- اتحادیه آفریقا
محمد ولد غزوانی، رئیس اتحادیه آفریقا
- کمیسیون اتحادیه آفریقا
موسی فکی، رئیس کمیسیون اتحادیه آفریقا

## موضوع گفتگو
موضوع گفتگوی سران کشورهای گروه ۲۰ معمولاً دربارهٔ اقتصاد است. اما بسته به شرایط، ممکن است دربارهٔ موضوع‌های دیگر، مانند جنگ، یا بحران زیست‌محیطی نیز گفتگو شود.

## اجلاس ۲۰۰۹ لندن
دوازدهمین نشست این گروه در شهر لندن برگزار شد. همزمانی این نشست با بحران مالی ۲۰۰۸-۲۰۰۷ اهمیت ویژه‌ای به این نشست داده‌بود. در هنگام برگزاری این نشست تجمعات و تظاهرات اعتراض‌آمیز بسیاری برگزار شد که بعضاً با دخالت پلیس به خشونت کشیده شد.

## اجلاس ۲۰۱۵ آنتالیا
در نشست آنتالیا در سال ۲۰۱۵، با کمرنگ شدن بحران مالی ۲۰۰۸–۲۰۰۷ که در سال‌های گذشته نگرانی عمده اعضا بود، مسایل سیاسی مانند حملات نوامبر ۲۰۱۵ پاریس، جنگ داخلی سوریه، مقابله با تروریسم و بحران پناهجویان در اولویت قرار گرفته‌است.

## اجلاس ۲۰۲۰ عربستان سعودی
اجلاس سالانه گروه ۲۰ در نوامبر ۲۰۲۰ به میزبانی عربستان سعودی به دلیل شیوع ویروس کرونا به‌صورت مجازی برگزار شد. ملک سلمان، پادشاه عربستان در سخنرانی خود خواستار آن شد تا واکسن کرونا در دسترس همگان قرار گیرد. عربستان اولین میزبان یک کشور عربی برای این اجلاس است. دبیرکل سازمان ملل، آنتونیو گوترش، از رهبران گروه ۲۰ خواست تا برای تمدید کمک‌ها به کشورها تا پایان سال ۲۰۲۱ در مقابله با ویروس کرونا «تعهدی قاطع» ارائه دهند. رهبران گروه ۲۰ با تأکید بر تعهدات خود برای ایجاد جبهه ای متحد علیه این تهدید مشترک، وعده دادند برای مقابله با خسارتهای ناشی از این ویروس بیش از پنج تریلیون دلار به اقتصاد جهانی تزریق کنند. به گزارش برخی رسانه‌ها وضعیت حقوق بشر در عربستان از جمله بازداشت فعالان و روزنامه نگاران، میزبانی این کشور را تحت‌الشعاع قرار داده‌است.

## اجلاس ۲۰۲۳ دهلی نو
اجلاس ۲۰۲۳ گروه ۲۰ در دهلی نو، هجدهمین نشست رهبران این گروه بود که در ۹ و ۱۰ سپتامبر ۲۰۲۳ در مرکز همایش‌های بین‌المللی بهارات مانداپام، دهلی نو برگزار شد. این اولین نشست گروه ۲۰ است که در هند و همچنین در آسیای جنوبی برگزار شده است.

## کرونا
در تاریخ ۲۶ مارس ۲۰۲۰ سران گروه ۲۰ برای مقابله با ویروس کرونا بیش از ۵ تریلیون دلار به اقتصاد جهانی کمک می‌کنند.

## برتری
یکی از برتری‌های گروه ۲۰ این است که شاید حضور کم‌شمارتر رهبران کشورها ممکن است نتیجه‌گیری را سریعتر و تصمیم‌های آنان را اثرگذارتر کند.

## انتقادها
از ایرادهای وارده به گروه ۲۰ این است که بدون نظرخواهی از نزدیک به ۱۷۰ کشور جهان، دربارهٔ اقتصاد جهان تصمیم‌گیری می‌شود. همچنین در نشست رهبران کشورهای گروه ۲۰ هیچگونه رأی‌گیری انجام نمی‌شود و تصمیم‌ها و توافق‌های آن الزام‌آور نیستند.

## اعضا
تا سال ۲۰۲۳، ۲۱ عضو در این گروه وجود دارد: آرژانتین، استرالیا، برزیل، کانادا، چین، فرانسه، آلمان، هند، اندونزی، ایتالیا، ژاپن، مکزیک، روسیه، عربستان سعودی، آفریقای جنوبی، کره جنوبی، ترکیه، بریتانیا، ایالات متحده آمریکا، اتحادیه اروپا و اتحادیه آفریقا. از مهمانان نیز می‌توان به اسپانیا، سازمان ملل متحد، بانک جهانی و اتحادیه کشورهای جنوب شرق آسیا اشاره کرد.
در هجدهمین نشست گروه ۲۰ در سال ۲۰۲۳ در هند، عضویت اتحادیه آفریقا به عنوان یکی از اعضای این گروه پذیرفته شد. نارندرا مودی، نخست وزیر هند که رئیس اجلاس سران گروه ۲۰ در سال ۲۰۲۳ بود، این عضویت را اعلام کرده است.

## شهرهای میزبان نشست
- ۱۹۹۹: برلین،  آلمان
- ۲۰۰۰: مونترآل،  کانادا
- ۲۰۰۱: اتاوا،  کانادا
- ۲۰۰۲: استانبول،  ترکیه
- ۲۰۰۳: مورلیا،  مکزیک
- ۲۰۰۴: برلین،  آلمان
- ۲۰۰۵: پکن،  چین
- ۲۰۰۶: ملبورن،  استرالیا
- ۲۰۰۷: کیپ‌تاون،  آفریقای جنوبی
- ۲۰۰۸: سائو پائولو،  برزیل
- ۲۰۰۸: واشینگتن، دی.سی.،  ایالات متحده آمریکا
- ۲۰۰۹: لندن،  بریتانیا
- ۲۰۰۹: پیتسبرگ،  ایالات متحده آمریکا
- ۲۰۱۰: تورنتو،  کانادا
- ۲۰۱۰: سئول،  کره جنوبی
- ۲۰۱۱: کن،  فرانسه
- ۲۰۱۲: لوس کابوس،  مکزیک
- ۲۰۱۳: سن پترزبورگ،  روسیه
- ۲۰۱۴: بریزبن،  استرالیا
- ۲۰۱۵: آنتالیا،  ترکیه
- ۲۰۱۶: کانگجو،  چین
- ۲۰۱۷: هامبورگ،  آلمان
- ۲۰۱۸: بوئنوس آیرس،  آرژانتین
- ۲۰۱۹: اوساکا،  ژاپن
- ۲۰۲۰: مجازی،  عربستان سعودی
- ۲۰۲۱: رم،  ایتالیا
- ۲۰۲۲: بالی،  اندونزی
- ۲۰۲۳: دهلی‌نو،  هند
- ٢٠٢٤: ریو دو ژانیرو،  برزیل[۱۴]